# Pouilley-les-Vignes
Ne doit pas être confondu avec Pouilley-Français.
Pour les articles homonymes, voir Vignes.
Pouilley-les-Vignes (prononcé [pujeleviɲ]) est une commune française située dans le département du Doubs, la région culturelle et historique de Franche-Comté et la région administrative Bourgogne-Franche-Comté. Membre de la communauté urbaine Grand Besançon Métropole et distante de 7 km du centre-ville de Besançon, elle comptait 2 162 habitants nommés Appuliens et Appuliennes en 2022.

## Géographie

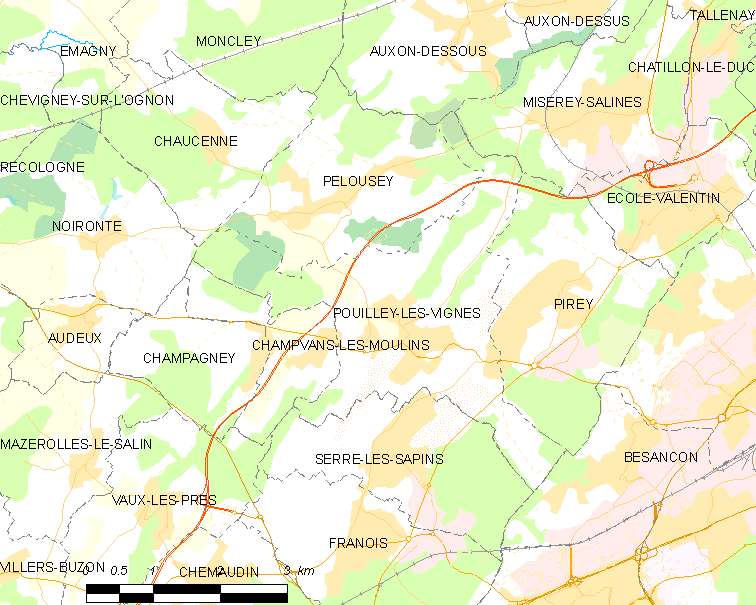
Situation de Pouilley-les-Vignes.

### Situation
La commune de Pouilley-les-Vignes est située en région Bourgogne-Franche-Comté, dans l'extrémité nord-ouest du département du Doubs, à 7 kilomètres à vol d'oiseau au sud du département de la Haute-Saône et à 16 kilomètres à l'est du département du Jura. Les grandes villes les plus proches sont Besançon, préfecture du département, située à 7 km à vol d'oiseau en direction de l'est et Dijon, préfecture de la région, située à 68 km kilomètres vers l'ouest. Paris, la capitale se trouve à 320 km au nord-ouest. La distance la plus courte par la route entre le centre du village et le centre-ville de Besançon (mairie) est de 7 km. Elle fait partie du canton de Besançon-2, de la communauté urbaine Grand Besançon Métropole et elle est intégrée dans l'aire d'attraction de Besançon.

Pouilley-les-Vignes est limitrophe de neuf autres communes :

### Géologie et relief

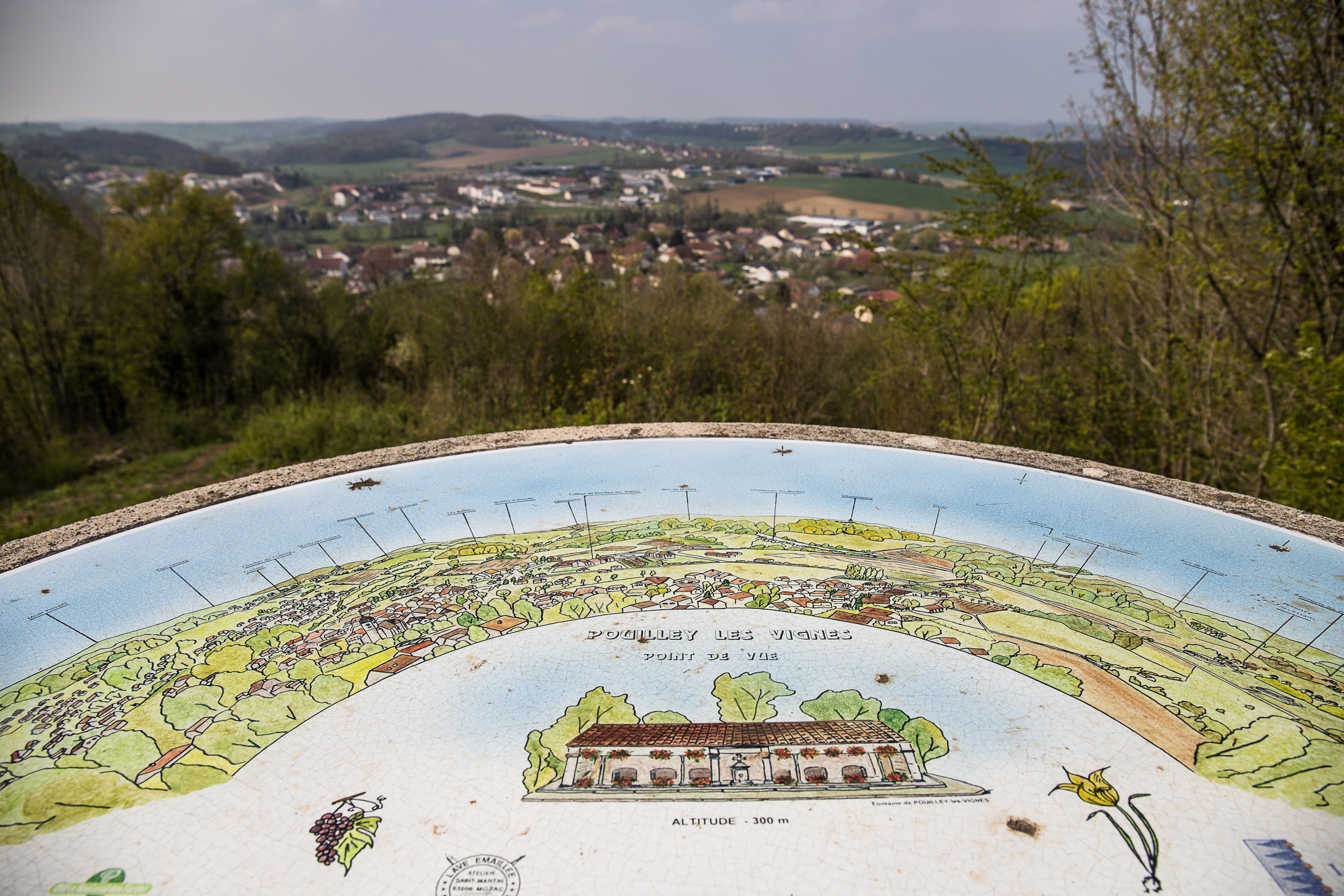
Belvédère dominant la commune

La commune a une altitude comprise entre 217 mètres et 362 mètres, l'altitude maximale étant enregistrée au lieu-dit Vaufresson, à la limite avec la commune de Pirey, et l'altitude minimale au débouché du ruisseau de La Lanterne sur la commune de Pelousey.

### Hydrographie
Les cours d'eau qui arrosent la commune sont : La Lanterne (12,4 km) qui prend sa source sur le territoire communal au Bois de Lavernoye et arrose le centre du bourg ; et le Bief d'Ormes (4,2 km), affluent de La Lanterne qui prend sa source sur la commune de Franois et coule à l'ouest de la commune avant de rejoindre La Lanterne à proximité du Bois de Barmont.

### Environnement
Les bois du Chanois (85 hectares sur le territoire communal), de Barmont à l'ouest (40 hectares), d''Aval au nord (40 hectares), aux Dames au sud (18 hectares) ainsi que la crête du Mont (45 hectares), sont les principaux massifs boisés de la commune.

### Climat
Pour des articles plus généraux, voir Climat de la Bourgogne-Franche-Comté et Climat du Doubs.
En 2010, le climat de la commune est de type climat des marges montargnardes, selon une étude du Centre national de la recherche scientifique s'appuyant sur une série de données couvrant la période 1971-2000. En 2020, Météo-France publie une typologie des climats de la France métropolitaine dans laquelle la commune est exposée à un climat semi-continental et est dans la région climatique Jura, caractérisée par une forte pluviométrie en toutes saisons (1 000 à 1 500 mm/an), des hivers rigoureux et un ensoleillement médiocre.
Pour la période 1971-2000, la température annuelle moyenne est de 10,4 °C, avec une amplitude thermique annuelle de 17,3 °C. Le cumul annuel moyen de précipitations est de 1 130 mm, avec 12,7 jours de précipitations en janvier et 9,7 jours en juillet. Pour la période 1991-2020, la température moyenne annuelle observée sur la station météorologique de Météo-France la plus proche, « Besançon », sur la commune de Besançon à 7 km à vol d'oiseau, est de 11,4 °C et le cumul annuel moyen de précipitations est de 1 157,0 mm. 
La température maximale relevée sur cette station est de 40,3 °C, atteinte le 28 juillet 1921 ; la température minimale est de −20,7 °C, atteinte le 9 janvier 1985,,.
Les paramètres climatiques de la commune ont été estimés pour le milieu du siècle (2041-2070) selon différents scénarios d'émission de gaz à effet de serre à partir des nouvelles projections climatiques de référence DRIAS-2020. Ils sont consultables sur un site dédié publié par Météo-France en novembre 2022.

## Urbanisme

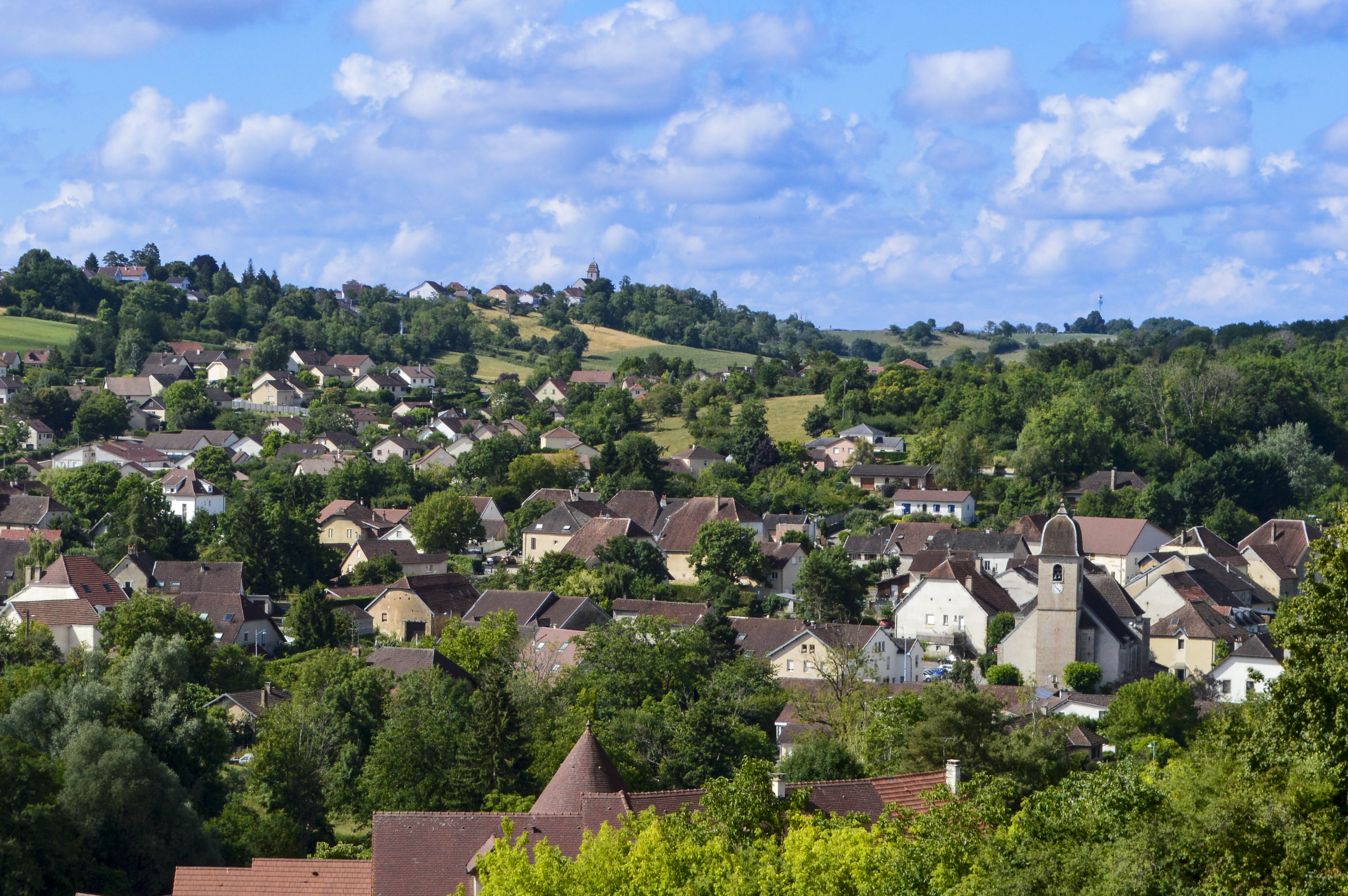
Vue générale.

### Typologie
Au 1er janvier 2024, Pouilley-les-Vignes est catégorisée ceinture urbaine, selon la nouvelle grille communale de densité à 7 niveaux définie par l'Insee en 2022.
Elle appartient à l'unité urbaine de Pouilley-les-Vignes, une agglomération intra-départementale dont elle est ville-centre,. Par ailleurs la commune fait partie de l'aire d'attraction de Besançon, dont elle est une commune de la couronne,. Cette aire, qui regroupe 310 communes, est catégorisée dans les aires de 200 000 à moins de 700 000 habitants,.

### Occupation des sols
L'occupation des sols de la commune, telle qu'elle ressort de la base de données européenne d’occupation biophysique des sols Corine Land Cover (CLC), est marquée par l'importance des territoires agricoles (57,6 % en 2018), en diminution par rapport à 1990 (61 %). La répartition détaillée en 2018 est la suivante : 
zones agricoles hétérogènes (31,2 %), forêts (28 %), prairies (20,5 %), zones urbanisées (14,4 %), terres arables (6 %). L'évolution de l’occupation des sols de la commune et de ses infrastructures peut être observée sur les différentes représentations cartographiques du territoire : la carte de Cassini (XVIIIe siècle), la carte d'état-major (1820-1866) et les cartes ou photos aériennes de l'IGN pour la période actuelle (1950 à aujourd'hui).

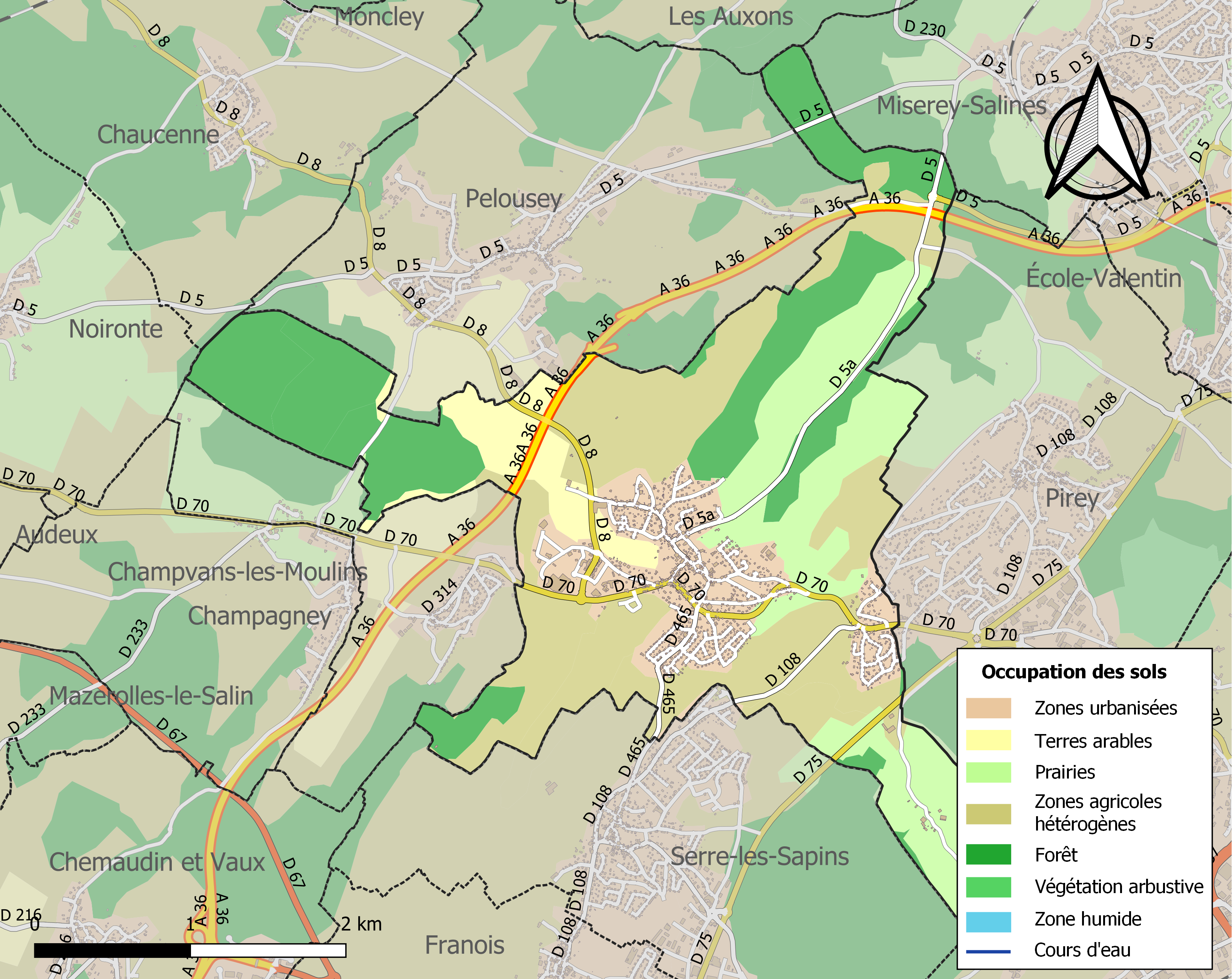
Carte des infrastructures et de l'occupation des sols de la commune en 2018 (CLC).

La commune dispose d'un plan local d'urbanisme.

### Logement
Au recensement de 2019, la commune comptait 901 logements dont 857 étaient des résidences principales, 38 des logements vacants et 5 des résidences secondaires. Le nombre de logements situé dans des immeubles collectifs s'élève à 136 appartements, soit 15,1 % du total, et 733 maisons individuelles. Sur les 856 résidences principales construites avant 2016 que compte la commune, 82 (9,5 %) ont été achevées avant 1946, 492 (57,5 %) entre 1946 et 1990 et 282 (32,9 %) de 1991 à 2015. L'ancienneté d'emménagement dans la résidence principale montre que sur les 1982 habitants de la commune au recensement de 2019, 1167 ont emménagé depuis 10 ans ou plus, 298 depuis 5 à 9 ans et 517 depuis moins de 5 ans.
| 1968 | 1975 | 1982 | 1990 | 1999 | 2008 | 2013 | 2019 |
| ---- | ---- | ---- | ---- | ---- | ---- | ---- | ---- |
| 212  | 310  | 444  | 568  | 660  | 756  | 801  | 901  |

### Transports et voies de communication
Pouilley est traversée par l'autoroute A36-La Comtoise.
La commune est desservie par les lignes  61 ,  62  et  63  du réseau de transport en commun Ginko.

## Toponymie
Villam Polliacum en 967 ; de Poliaco en 1160 ; Villa Pauliaci en 1226 ; Poilley en 1240 ; Poillei en 1300 ; Poilley-le-Grand en 1475 ; Poilley-les-Vignes en 1535.
Pouilley dérive, à priori, de pouille, nom d'une écritoire sur laquelle on notait autrefois les récoltes (de raisin dans le cas présent).  La région italienne des Pouilles s'appelait l'Apulie dans l'antiquité ; depuis cette époque, ses habitants sont appelés les Apuliens ; une analogie a peut-être été faite entre les noms des habitants des Pouilles et ceux de Pouilley-les-Vignes. Les peupliers (polulus), qui couvraient autrefois les collines environnantes, auraient également pu donner leur nom au village.
L'abondance du vignoble sur le territoire communal dès le XVIe siècle a conduit à l'ajout, en 1535, du suffixe "les Vignes" derrière le nom de la commune.

## Histoire
Les vestiges d'une voie romaine sont visibles au lieu-dit La Perouse.
En 1258, la noblesse comtoise confédérée menée par Jean Ier de Chalon, se soulève contre l’archevêché. Jean de Chalon s'empare des terres du Chapitre situées sur le Mont et entreprend la construction d'un château-fort. L'année suivante, Louis IX, désigne l’abbé de Cîteaux en vue d'une conciliation. Jean de Chalon reconnait ses torts et fait déconstruire le château dont il ne reste que quelques traces de fossés  et une porte creusée dans le rocher dite « Porte d’Orange ».
Au XVIIIe siècle, Pouilley possède le plus grand vignoble du canton d'Audeux avec plus de 170 ha. La vigne est encore la principale ressource des habitants au XIXe siècle (153 ha en 1845). Après l'invasion du phylloxéra, il subsiste 125 ha de vigne en 1909 avant l'abandon progressif. Outre les arbres fruitiers, le maïs et la pomme de terre sont cultivés à partir du XIXe siècle.
Les pierres calcaires issues des carrières locales ont notamment servi au XIXe siècle à la construction de la halle aux grains de Besançon, des forts de Bregille et Chaudanne. Elles ne sont plus exploitées aujourd'hui.

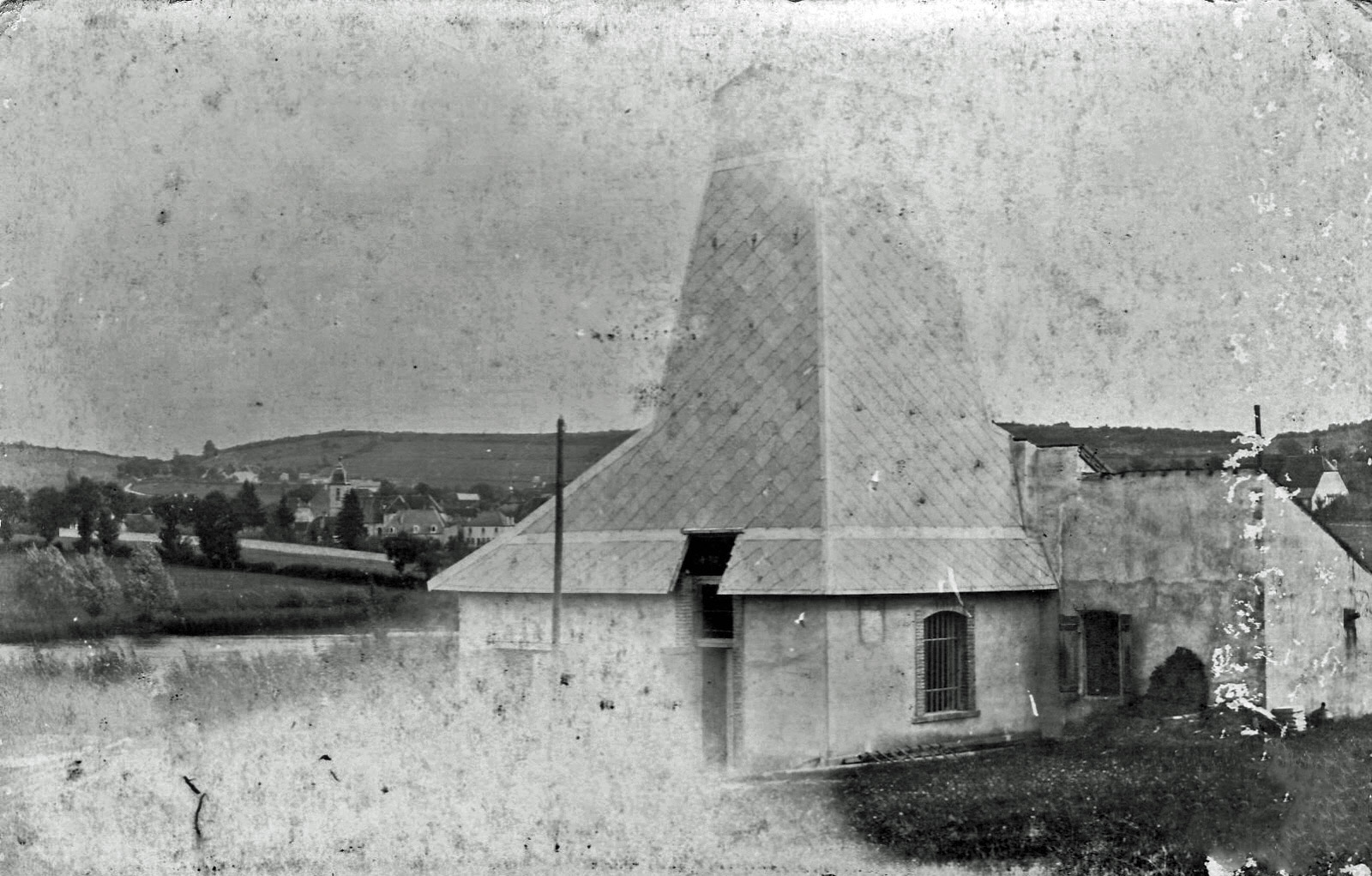
Le puits à saumure de la saline de Pouilley.

La découverte d’un gisement de sel gemme à Miserey en 1867 entraîne la prospection et découverte d'autres bancs de sel et l'attribution de concessions, à Châtillon-le-Duc en 1875, à Pouilley-le-Vignes en 1889 et à Serre-les Sapins en 1898. C’est la compagnie des sels de Besançon qui obtint la concession de Pouilley par décret du 11 novembre 1889. Quatre sondages sont réalisés, deux près de l'étang de Pouilley dont un seul est exploité (S2) et deux autres (S3 et S4) entre Pouilley et Serre dont le plus méridional se situe sur Serre. Un bâtiment est construit sur l'emplacement même du sondage S2 qui utilise l'eau de l'étang tout proche.
Un saumoduc de 12 km est posé en 1889 afin d'envoyer la saumure des 3 forages à la saline de Montferrand-le-Château. Cette exploitation ne dure qu'un dizaine d'années, jusqu'à son arrêt définitif.
C'est en 1889-1893, que sont construits, sur le la crête du Mont, quatre ouvrages militaires, appartenant au système Séré de Rivières, et faisant partie de la place fortifiée de Besançon. On peut voir, encore aujourd’hui, les vestiges de réduits d'infanterie et batteries d’artillerie couplés avec des abris sous roc, en se rendant  sur ce lieu où ont été aménagés un sentier botanique et un parcours de santé.

## Politique et administration

### Découpage territorial
En plus de Grand Besançon Métropole, la commune est affiliée à 3 syndicats :
- SIVU (scolaire) de la Lanterne
- SIVOM du canton d'Audeux ;
- SIVOM des eaux du Val d'Ognon.

### Administration municipale
| Période                                  | Période                     | Identité                                         | Étiquette | Qualité           |
| ---------------------------------------- | --------------------------- | ------------------------------------------------ | --------- | ----------------- |
| Les données manquantes sont à compléter. |                             |                                                  |           |                   |
| 2008                                     | 2014                        | Jean-Michel Faivre                               |           |                   |

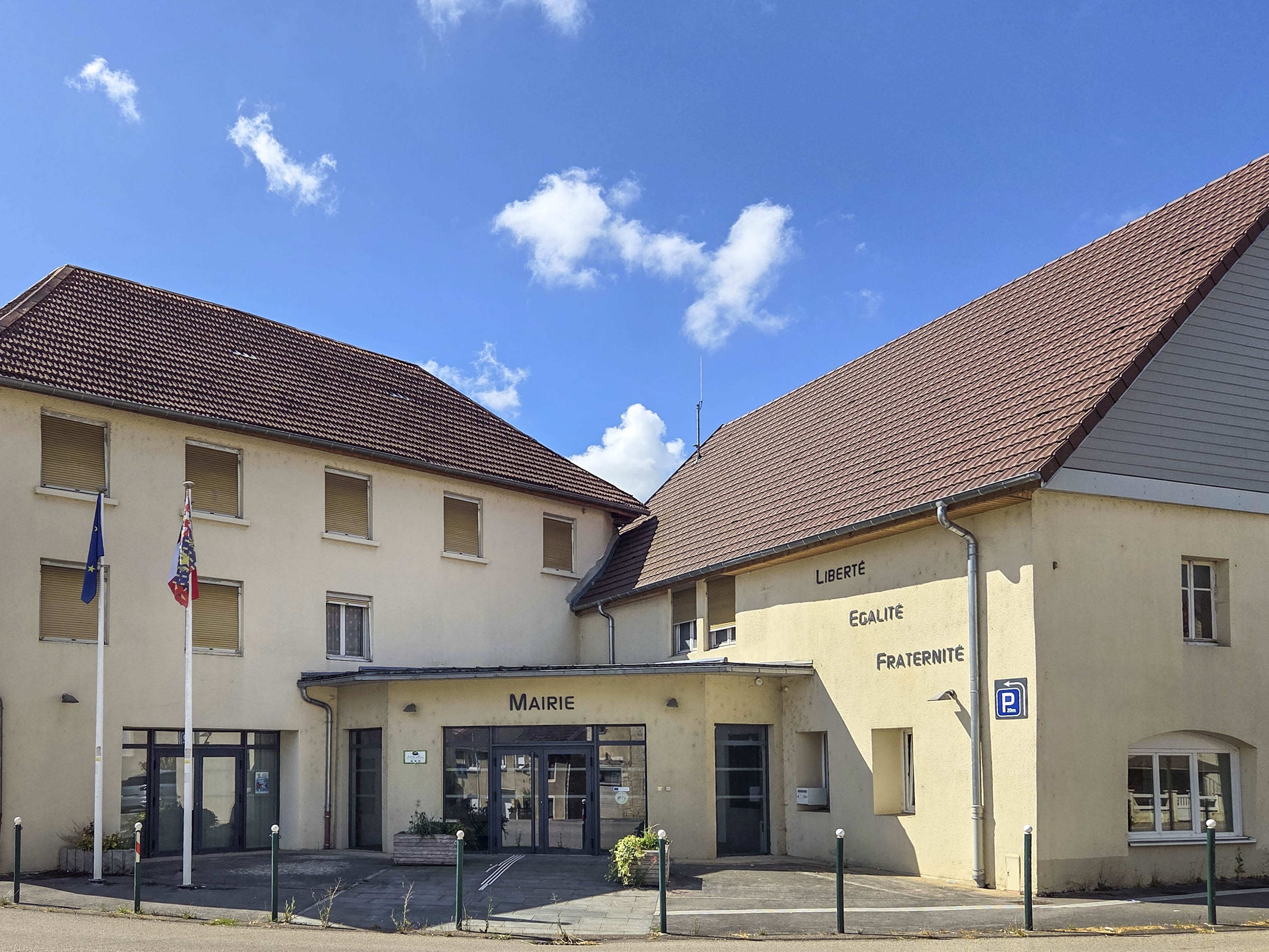
La mairie.

| mars 2014                                | En cours (au 1er juin 2020) | Jean-Marc Bousset Réélu pour le mandat 2020-2026 | SE        | Chef d'entreprise |

### Finances communales
En 2020, le budget de la commune était constitué ainsi :
- total des produits de fonctionnement : 10 920 000 €, soit 545 € par habitant ;
- total des charges de fonctionnement : 1 118 000 €, soit 558 € par habitant ;
- total des ressources d'investissement : 178 000 €, soit 89 € par habitant ;
- total des emplois d'investissement : 559 000 €, soit 279 € par habitant ;
- endettement : 1 263 000 €, soit 630 € par habitant.

Avec les taux de fiscalité suivants :
- taxe d'habitation : 8,05 % ;
- taxe foncière sur les propriétés bâties : 14,92 % ;
- taxe foncière sur les propriétés non bâties : 40,30 % ;
- taxe additionnelle à la taxe foncière sur les propriétés non bâties : 0,00 % ;
- cotisation foncière des entreprises : 0,00 %.

Chiffres clés Revenus et pauvreté des ménages en 2019 : médiane en 2019 du revenu disponible, par unité de consommation : 25 960 €.

## Population et société

### Démographie

#### Évolution démographique
En 2016, la commune de Pouilley-les-Vignes formait avec les communes de Franois, Serre-les-Sapins, Champagney et Champvans-les-Moulins une unité urbaine de 6 490 habitants.
L'évolution du nombre d'habitants est connue à travers les recensements de la population effectués dans la commune depuis 1793. Pour les communes de moins de 10 000 habitants, une enquête de recensement portant sur toute la population est réalisée tous les cinq ans, les populations de référence des années intermédiaires étant quant à elles estimées par interpolation ou extrapolation. Pour la commune, le premier recensement exhaustif entrant dans le cadre du nouveau dispositif a été réalisé en 2006.

En 2022, la commune comptait 2 162 habitants, en évolution de +9,91 % par rapport à 2016 (Doubs : +1,88 %, France hors Mayotte : +2,11 %).
| 1793 | 1800 | 1806 | 1821 | 1831 | 1836 | 1841 | 1846 | 1851 |
| ---- | ---- | ---- | ---- | ---- | ---- | ---- | ---- | ---- |
| 660  | 606  | 625  | 651  | 676  | 616  | 694  | 653  | 623  |

| 1856 | 1861 | 1866 | 1872 | 1876 | 1881 | 1886 | 1891 | 1896 |
| ---- | ---- | ---- | ---- | ---- | ---- | ---- | ---- | ---- |
| 612  | 621  | 621  | 555  | 566  | 547  | 588  | 577  | 490  |

| 1901 | 1906 | 1911 | 1921 | 1926 | 1931 | 1936 | 1946 | 1954 |
| ---- | ---- | ---- | ---- | ---- | ---- | ---- | ---- | ---- |
| 480  | 441  | 478  | 419  | 401  | 400  | 392  | 442  | 496  |

| 1962 | 1968 | 1975  | 1982  | 1990  | 1999  | 2006  | 2011  | 2016  |
| ---- | ---- | ----- | ----- | ----- | ----- | ----- | ----- | ----- |
| 574  | 729  | 1 017 | 1 358 | 1 707 | 1 802 | 1 810 | 1 906 | 1 967 |

| 2021  | 2022  | - | - | - | - | - | - | - |
| ----- | ----- | - | - | - | - | - | - | - |
| 2 102 | 2 162 | - | - | - | - | - | - | - |

### Vie associative
- A.C.C.A. (Chasse)
- Anciens Combattants
- Appuliens 3e
- AEP Étoile : association créée en 1938. Elle compte aujourd'hui (2009) près de 600 adhérents et 13 sections : danse Hip-Hop, danse Country, Echecs , Football, Gymnastique, Handball féminin , Judo, Œnologie, Randonnée pédestre, Relaxation, Stretching, Tennis de table, Yoga. Elle organise depuis 1991 l'exposition Création Passion.
- Cantilène
- Familles Rurales
- Habitat et Humanisme
- Orchestre d'harmonie
- Parents d'élèves
- Secours catholique
- Foyer socioéducatif du collège
- Association sportive du collège

### Médias
Le quotidien régional L'Est républicain relate les actualités de la commune dans son édition locale de Besançon. La chaîne de télévision France 3 Franche-Comté et la station de radio Ici Besançon relaient les informations locales. Le journal communal L'Appulien parait deux fois par an.

### Cultes
Les Appuliens disposent d'un seul lieu de culte de confession catholique, l'église Saint-Aubin. Au sein du diocèse de Besançon, le doyenné de Banlieue - Val de l'Ognon regroupe six paroisses dont celle de Notre-Dame des Vignes à laquelle appartient Pouilley--les-Vignes. Pour les autres confessions, les lieux de cultes les plus proches (mosquées, synagogue, temple) sont tous situés à Besançon.

## Équipements et services publics

### Enseignement

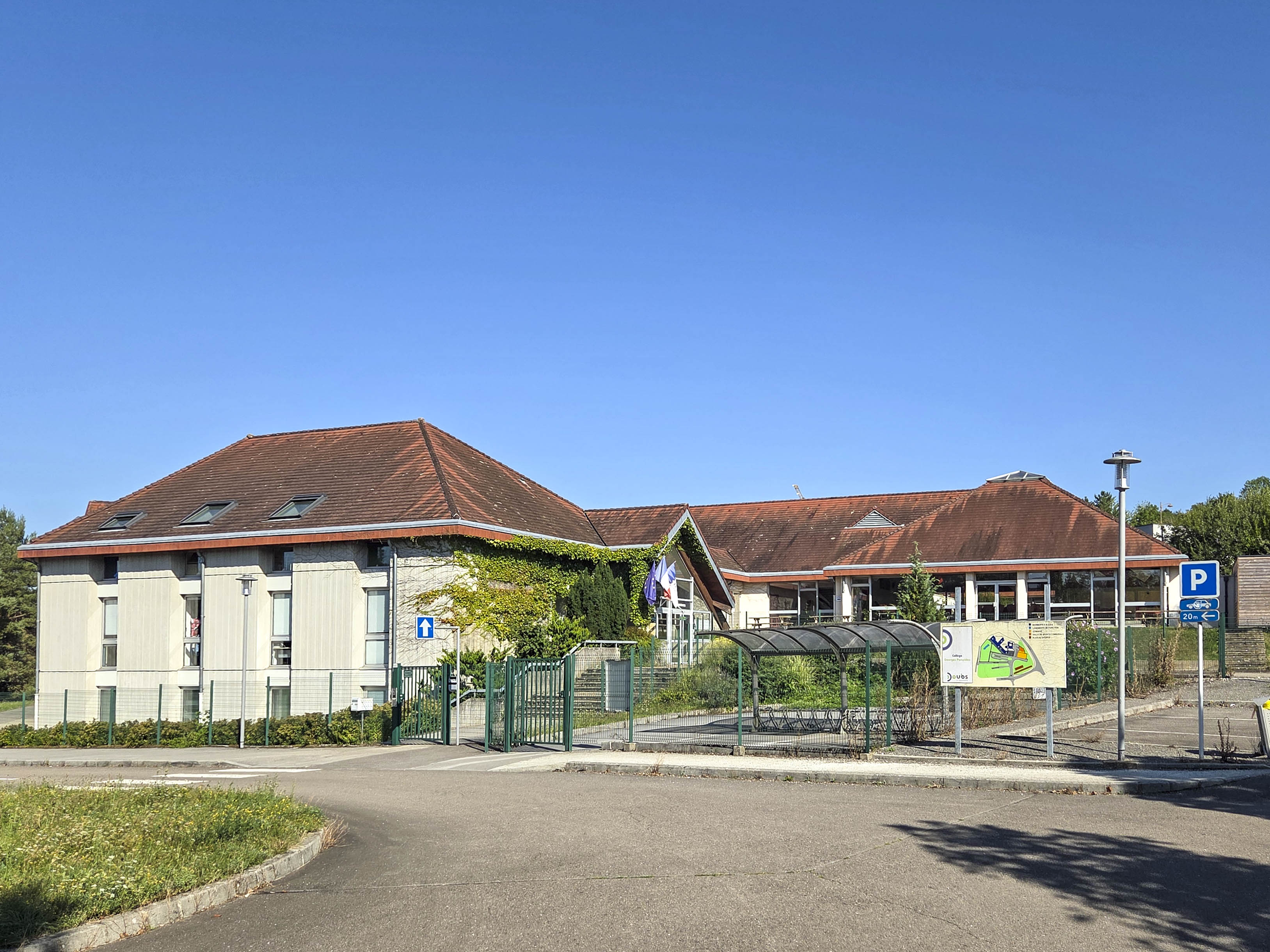
Le collège Georges Pompidou.

- Le collège Georges-Pompidou a ouvert ses portes en septembre 1987. Il recrute ses élèves sur douze communes environnantes. Sa capacité d'accueil est de 650 collégiens, 624 élèves étant scolarisés à la rentrée 2022[29]. Son fonctionnement est assuré en grande partie par le département du Doubs, l'État prenant en charge certaines subventions et le traitement des personnels enseignants, d'éducation et d'administration.
- Le groupe scolaire de la Lanterne compte 237 élèves répartis dans dix classes de niveau maternelle et élémentaire[30]

### Équipements culturels et sportifs
Le village possède un club de football. Le stade a été refait en 2008 en stabilisé.

### Postes et télécommunications

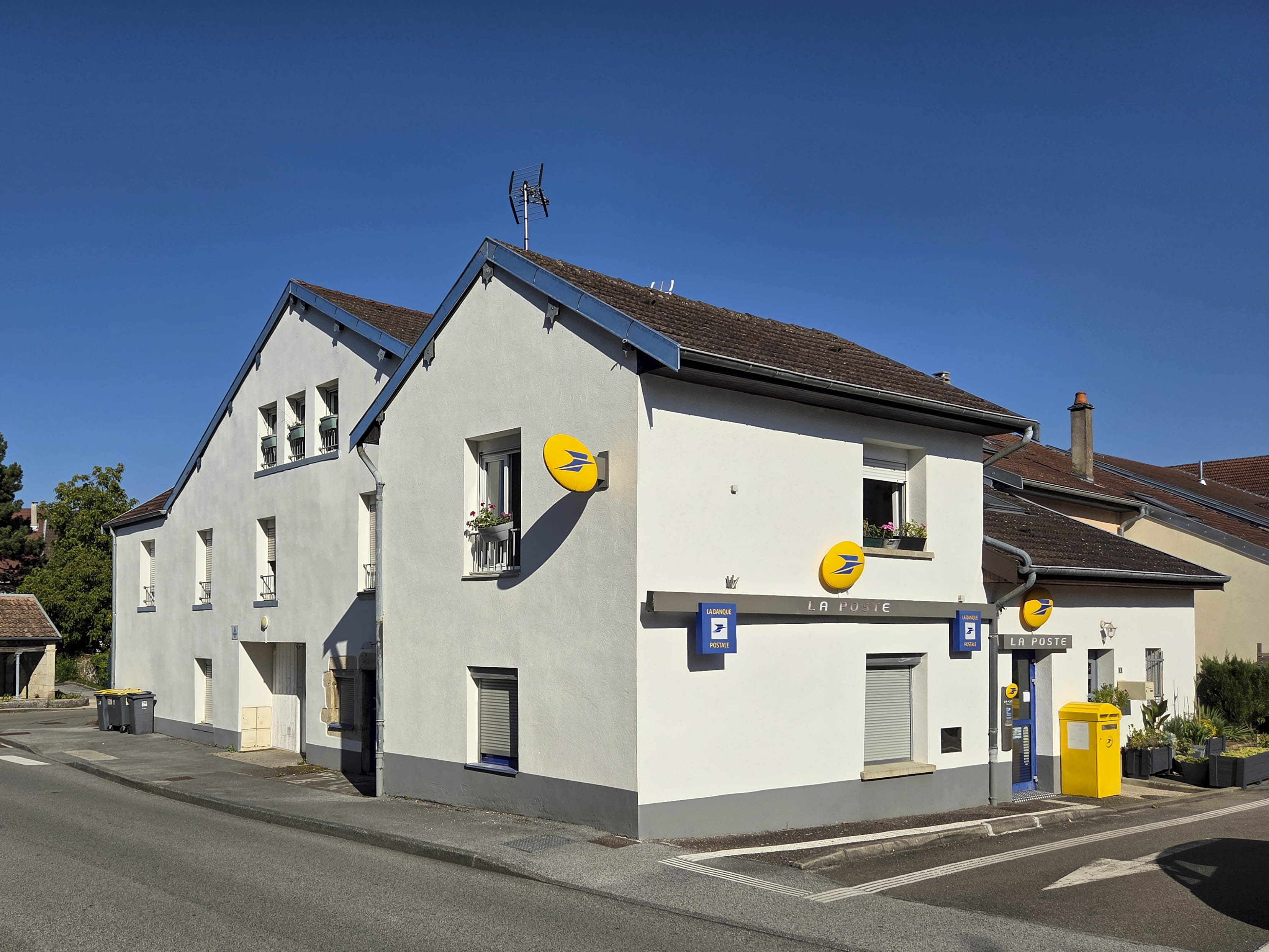
Le bureau de poste.

Le village a son propre bureau de poste.

### Santé et services d'urgence
Professionnels et établissements de santé :
- Médecins,
- Pharmacie,
- Centre hospitalier régional universitaire de Besançon.

Les sapeurs-pompiers volontaires ont effectué 700 interventions en 2022.

### Justice et sécurité
La commune dépend du tribunal judiciaire, du conseil de prud'hommes, du tribunal pour enfants, du tribunal de commerce et du tribunal administratif de Besançon. Elle est rattachée à la cour d'assises du Doubs, à la cour d'appel de Besançon et à la cour administrative d'appel de Nancy.
Pouilley-les-Vignes se trouve dans la circonscription de gendarmerie de la brigade de proximité d'École-Valentin.

## Économie

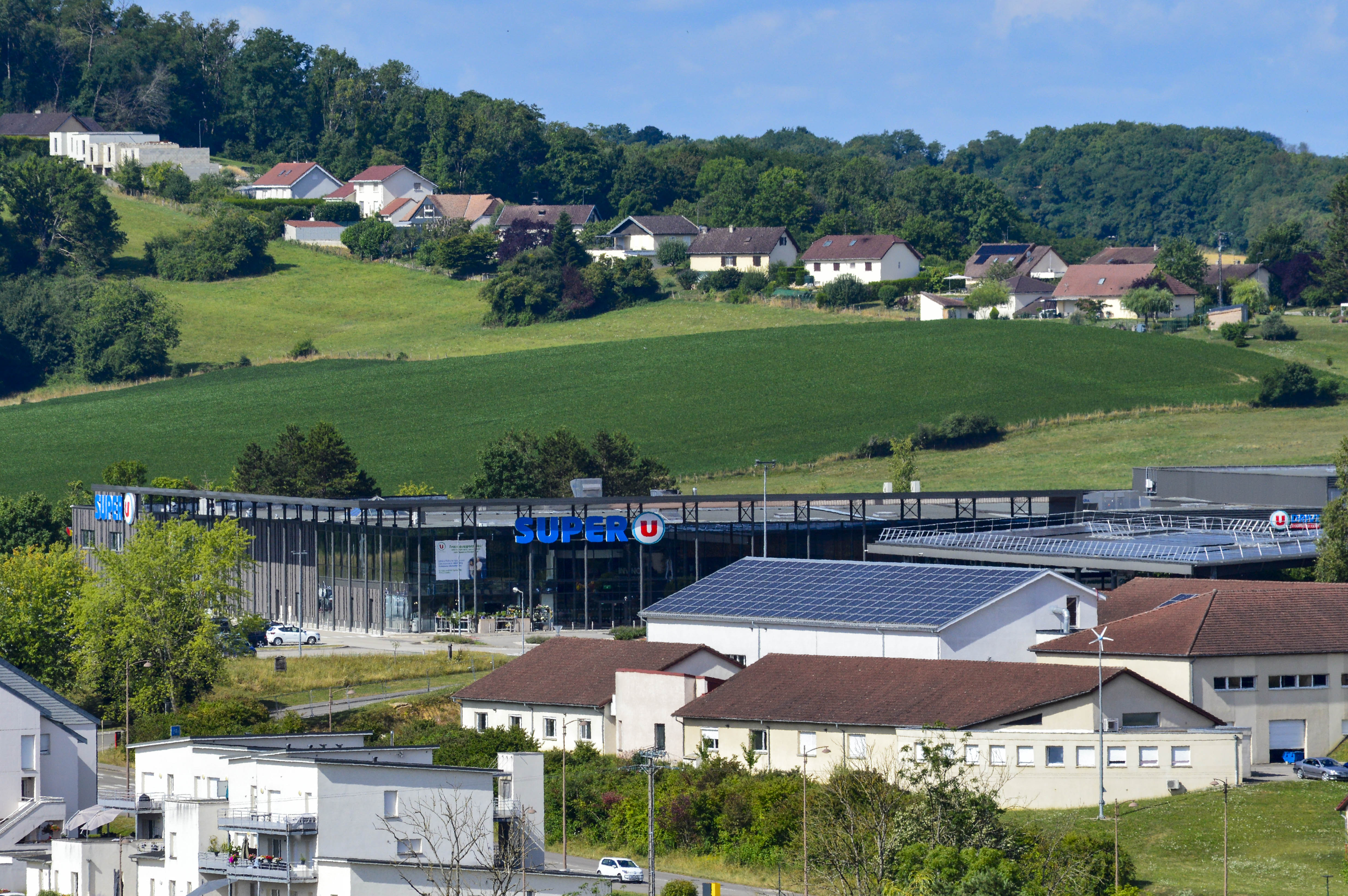
La zone artisanale Les Salines avec le supermarché Super U.

Pouilley-les-Vignes est un pôle d'emploi local assez important, offrant environ 150 emplois dans le secteur privé dont une part importante dans le commerce. Il s'agit en effet du principal pôle commercial au nord-ouest de l'agglomération de Besançon drainant une bonne part de la clientèle du centre et de l'ouest du canton d'Audeux. Un des principaux employeurs est le collège : environ 80 personnes, rémunérées par le Rectorat ou le Conseil départemental pour les personnels de restauration et d'entretien.

### Entreprises
| Nom                           | Effectif | Activité                                                 |
| ----------------------------- | -------- | -------------------------------------------------------- |
| G.C.P. (Super U)              | 90       | Hypermarché                                              |
| Pro'Viandes                   | 39       | Transformation et conservation de la viande de boucherie |
| Presse Étude                  | 37       | Mécanique industrielle                                   |
| Société de gravure sur métaux | 24       | Activités de pré-presse                                  |

### Principaux secteurs d'activité

#### Commerce et services
Le commerce est représenté principalement par le centre commercial Super U situé sur la zone artisanale Les Salines. Celui-ci abrite un hypermarché employant 73 personnes, un tabac dépôt de presse (7 sal.), un fleuriste (3 sal.), un opticien (2 sal.), un salon de coiffure (4 sal.), une blanchisserie (1 sal.) et un caviste (1 sal.). La zone artisanale est également occupée par une société de vente de logiciels et matériel informatiques (8 sal.)et un atelier de contrôle technique automobile (3 sal.).
Au centre du village, on trouve également un commerce de gros de produits pour entretien et aménagement de l'habitat (7 sal.), un établissement de vente de fournitures et matériel hôtelier (2 sal.), deux salons de coiffure (4 et 1 salariés). 
Enfin, dans l'écart de la Grosse Aige, le bar Le Chalet est tenu par un salarié.
Deux sociétés spécialisées dans la publicité (5 et 4 sal.) sont présentes sur la Z.A. Les Salines et on trouve par ailleurs à Pouilley-les-Vignes une entreprise de contrôle de qualité (10 sal.).
La commune abrite une société de transports routiers (19 sal.) dans la rue de Lausanne et une société de transports routiers de marchandises interurbains (5 sal.) occupant l'ancienne station service du centre-ville.
Une plâtrerie fait travailler deux salariés.

#### Industrie
Le principal employeur industriel de la commune est un atelier d'outillages de presse (40 sal.) installé sur la Z.A Les Salines. L'industrie est également présente par l'intermédiaire d'un atelier de fabrication de produits diététiques (11 sal.) à la Grosse Aige et d'une fromagerie (5 sal.).

## Culture et patrimoine

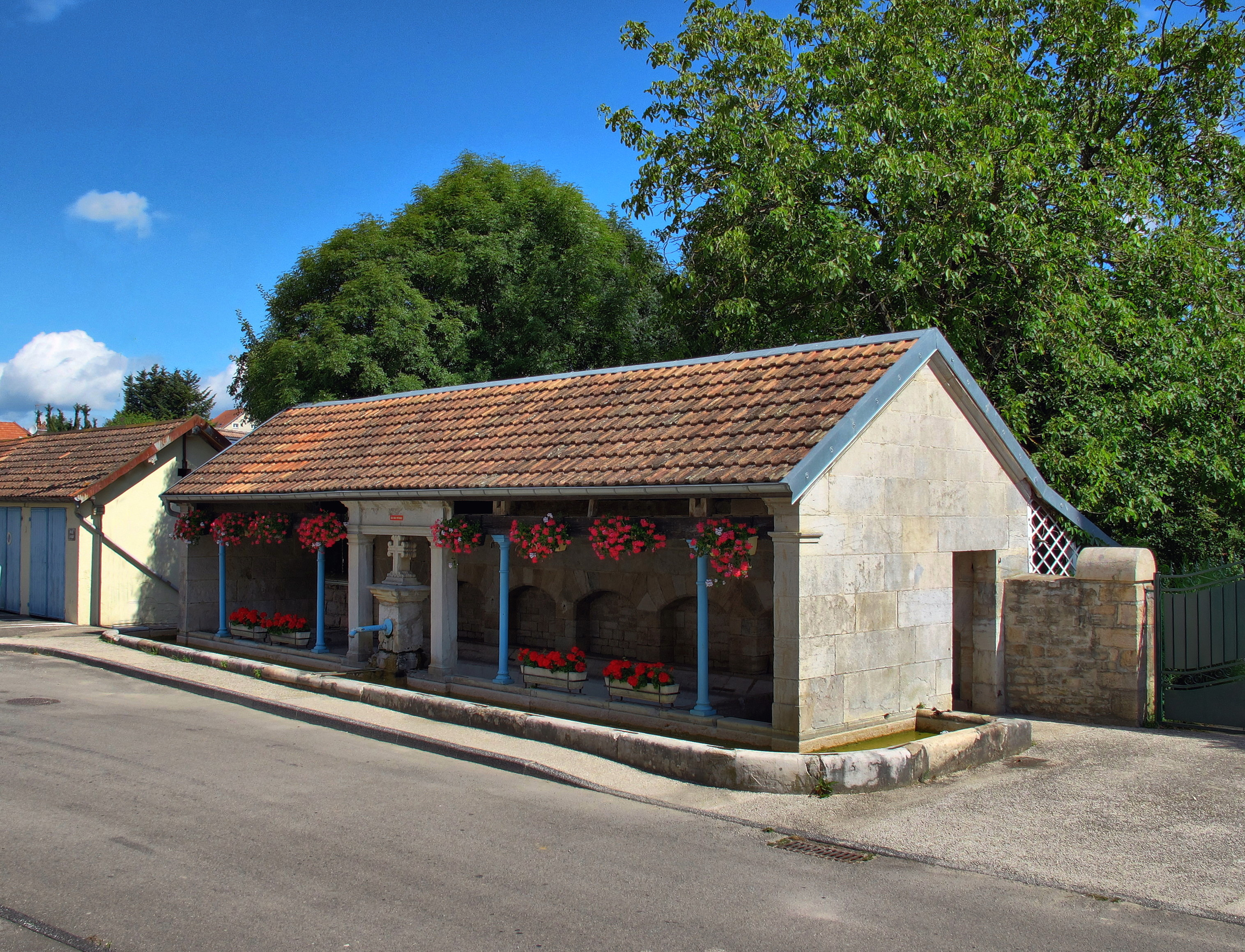
La fontaine-lavoir.

### Lieux et monuments
- Château du Mont[33]. Il ne reste que quelques traces de fossés non entièrement comblés et une porte taillée dans le roc dite Porte d'Orange avec l'entrée d'un souterrain qui permettait l'évacuation vers Pelousey.
- Église Saint-Aubin ou Saint-Albin. Déjà mentionnée en septembre 967, son clocher-porche date de 1697. Elle est réédifiée selon les plans de l'architecte Bisontin Jean-Charles Colombot vers 1757 comme le rappelle la date toujours visible sur le linteau d'une petite porte qui s'ouvre à son flanc et achevée en 1762. En 1768 est fondue à Jallerange la nouvelle cloche avec le métal de l'ancienne brisée ; elle est installée dans le clocher-porche qui avait été construit dès 1697. Elle a bénéficié, sous l'égide de l'association Les amis de Saint-Aubin, d'une restauration remarquable[15].
- Fontaine-lavoir. Malgré l'abondance des eaux qui coulent sur son territoire et l'étendue du village, Pouilley-les-Vignes ne possédait sous l'Ancien régime qu'une seule fontaine, de mauvaise qualité, située près de l'église, alimentée par une source trop basse que souillaient les eaux de ruissellement à la moindre pluie. Certains y voyaient la cause des épidémies. Insuffisante lors de l'incendie de 1819, délabrée de manière critique en 1820, elle fut réparée entre 1828 et 1832[15].

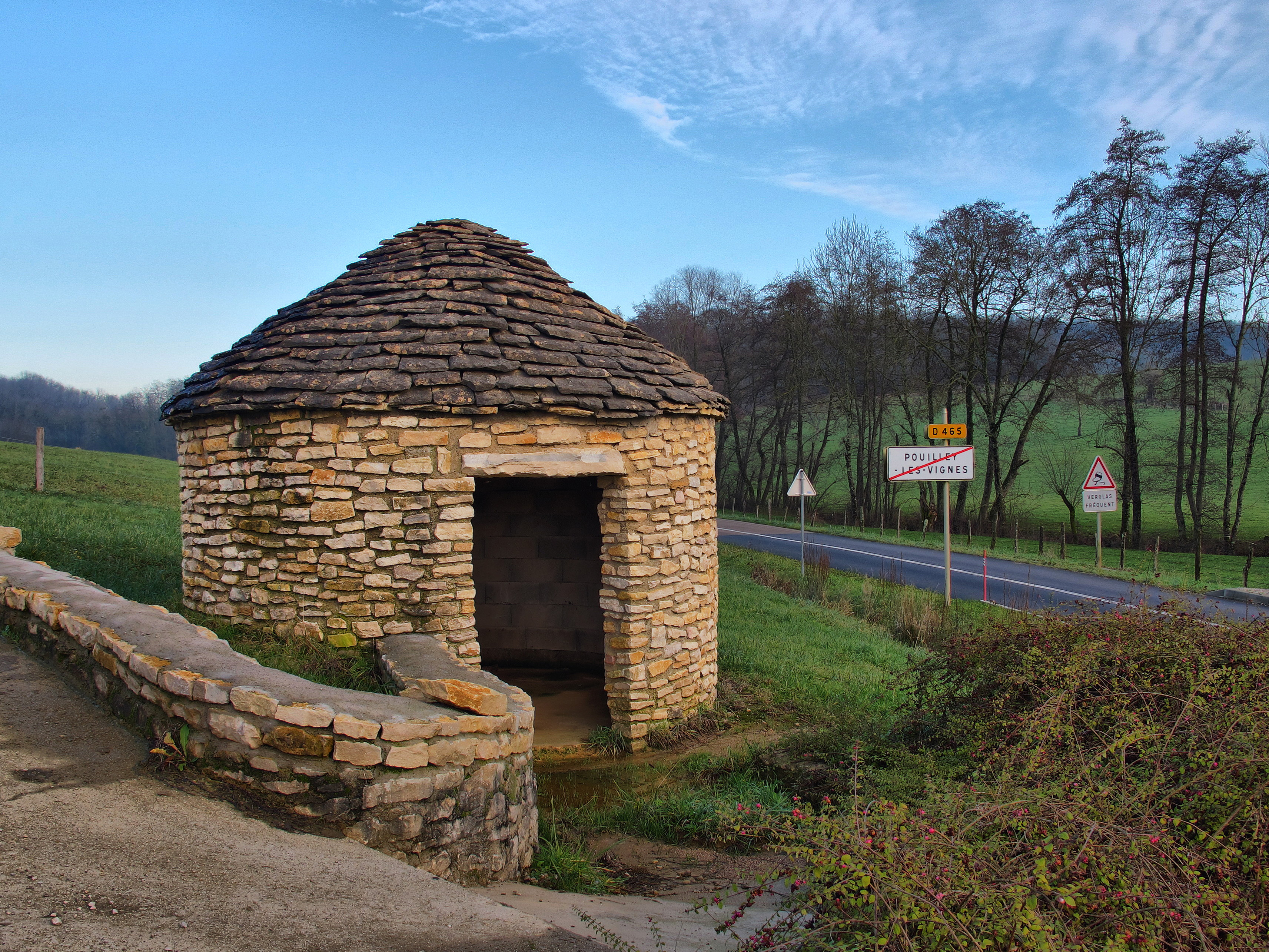
Caborde à l'entrée de village.

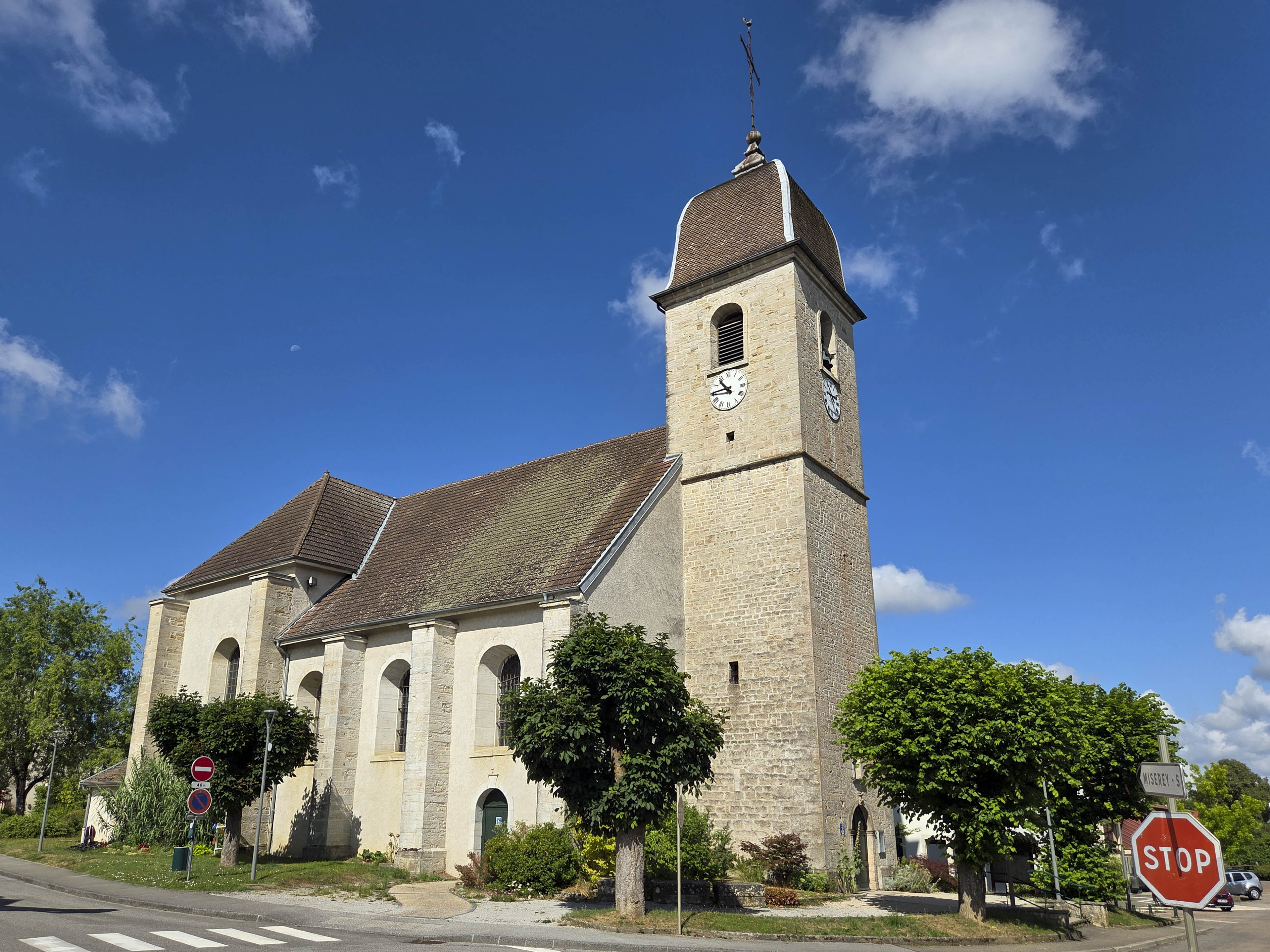
L'église Saint-Aubin.

- Caborde. Située à l'entrée du village en venant de Miserey-Salines, elle a été entièrement restaurée et transformée en guérite. Ce nom est donné aux cabanes en pierre sèche aux formes arrondies et couvertes de toits de laves dans les clos des vignes. En automne et en hiver le vigneron pouvait s'y reposer et prendre son repas devant un feu de sarments brûlant à l'opposé de l'entrée dans une cheminée réservée dans la maçonnerie.
- Ouvrages de la crête de Pouilley dits localement ouvrages du Mont. En 1888 et 1893 furent installés, sur le Mont de Pouilley, quatre ouvrages militaires qui faisaient partie, avec les deux forts des Justices et des Montboucons, la batterie de la Ferme de l'Hôpital et l'ouvrage d'Au Bois, des fortifications réalisées dans la seconde moitié du XIXe siècle pour protéger Besançon à l'ouest[34]. Les ouvrages de Pouilley forment un front défensif de mille sept cents mètres, du type de la fortification semi-permanente. Chacun d'eux comprend un réduit, entouré d'un fossé, prévu pour une compagnie d'infanterie, un emplacement destiné à une batterie d'artillerie[15] et un abri sous roc. La commune et l'association Avalfort[35] ont dévégétalisé  les ouvrages des 2 extrémités[36],[37].
- Monument aux morts[38] : Conflits commémorés : Guerres 1914-1918 - 1939-1945 - Indochine (1946-1954) .

## Pour approfondir